# Staccato

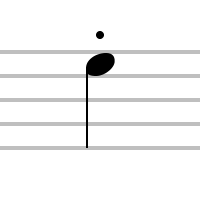
Nota puntata

Lo staccato è una articolazione musicale in cui due o più note sono suonate separatamente, in modo da differenziarle. Viene indicato nella notazione musicale con una nota puntata. La denominazione di spiccato è stata storicamente un sinonimo, per differenziarsi poi dopo il XVIII secolo.
Negli strumenti a fiato, solitamente si esegue con l'azione della lingua, che interrompendo il flusso d'aria, consente di pronunciare ogni singola nota. Negli strumenti ad arco si usa il colpo d'arco balzato.